# Le Clézio, passeur des arts et des cultures

Le Clézio, passeur des arts et des cultures est un ouvrage collectif écrit sous la direction de Thierry Léger, Isabelle Roussel-Gille et Marina Salles, qui traite des liens entre les œuvres de Jean-Marie Gustave Le Clézio et les mouvements picturaux des années 1960-1970.